# Pécel

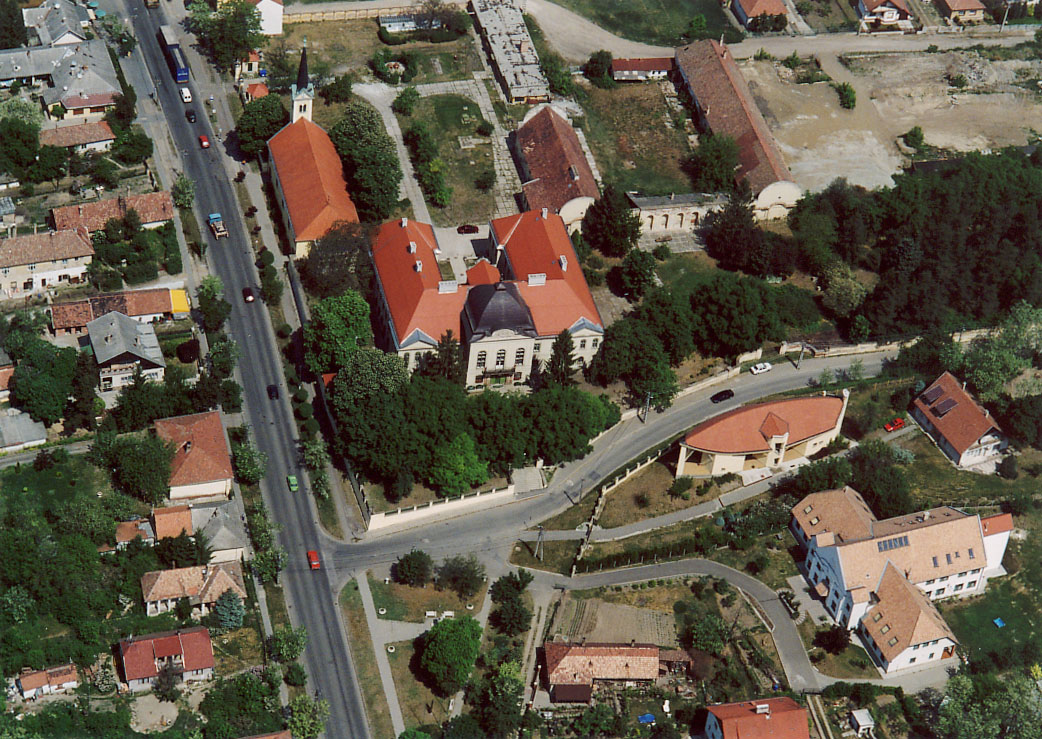
Ráday slott i Pécel.

Pécel är en stad i provinsen Pest i Ungern i distriktet Gödöllő. Pécel hade år 2020 ett invånartal på 16 537 invånare.